# Municipio de Herring (Arkansas)
El municipio de Herring (en inglés: Herring Township) es un municipio ubicado en el condado de Yell en el estado estadounidense de Arkansas. En el año 2010 tenía una población de 188 habitantes y una densidad poblacional de 2,7 personas por km².

## Geografía
El municipio de Herring se encuentra ubicado en las coordenadas 34°59′19″N 93°31′5″O / 34.98861, -93.51806. Según la Oficina del Censo de los Estados Unidos, el municipio tiene una superficie total de 69.64 km², de la cual 69,61 km² corresponden a tierra firme y (0,05 %) 0,04 km² es agua.

## Demografía
Según el censo de 2010, había 188 personas residiendo en el municipio de Herring. La densidad de población era de 2,7 hab./km². De los 188 habitantes, el municipio de Herring estaba compuesto por el 87,23 % blancos, el 8,51 % eran asiáticos, el 4,26 % eran de otras razas. Del total de la población el 8,51 % eran hispanos o latinos de cualquier raza.